# Kickboxing aux Jeux européens de 2023
Les épreuves de kick-boxing aux Jeux européens de 2023 se déroulent  à la Myślenice Arena, en Pologne. Les seize épreuves au programme sont disputées du 30 juin au 2 juillet 2023 parmi les trois disciplines Full Contact, Point Fighting et Light contact. C'est la première apparition de ce sport aux jeux européens.
Huit athlètes sont sélectionnés pour chaque catégorie ; ils sont les athlètes ayant participé aux quarts de finales des derniers championnats d'Europe WAKO 2022.

## Médaillés

### Hommes
| Épreuve          | Or                  | Argent               | Bronze                           |
| Full Contact     | Full Contact        | Full Contact         | Full Contact                     |
| ---------------- | ------------------- | -------------------- | -------------------------------- |
| Moins de 63,5 kg | Farid Aghamoghlanov | Damiano Tramontana   | Milton Americo Barrios Galarreta |
| Moins de 63,5 kg | Farid Aghamoghlanov | Damiano Tramontana   | Oskar Sobański                   |
| Moins de 75 kg   | Luka Shoniya        | Tymur Brykov         | Jakub Pokusa                     |
| Moins de 75 kg   | Luka Shoniya        | Tymur Brykov         | Aleksandar Konovalov             |
| Moins de 84 kg   | Mohammed Hamdi      | Robert Krason        | Artem Melnyk                     |
| Moins de 84 kg   | Mohammed Hamdi      | Robert Krason        | Zurab Ivaniadze                  |
| Point Fighting   |                     |                      |                                  |
| Moins de 63 kg   | Gabriele Lanzilao   | Georgios Tsampodimos | Roland Viczian                   |
| Moins de 63 kg   | Gabriele Lanzilao   | Georgios Tsampodimos | Richard Veres                    |
| Moins de 74 kg   | Martin Balint       | Nathan Tait          | Danylo Mancari                   |
| Moins de 74 kg   | Martin Balint       | Nathan Tait          | Edoardo Bagarello                |
| Moins de 84 kg   | Sandro Peters       | Conor Johnson        | Cevat Kır                        |
| Moins de 84 kg   | Sandro Peters       | Conor Johnson        | Riccardo Albanese                |
| Light contact    |                     |                      |                                  |
| Moins de 63 kg   | Ivan Penzo          | Anis Triqui          | Ruben Iglesias Fernández         |
| Moins de 63 kg   | Ivan Penzo          | Anis Triqui          | Gergő Száraz                     |
| Moins de 79 kg   | Al Amin Rmadan      | Lajos Fesu           | Ivan Krastanov                   |
| Moins de 79 kg   | Al Amin Rmadan      | Lajos Fesu           | Recep Men                        |

### Femmes
| Épreuve        | Or                  | Argent            | Bronze                      |
| Full Contact   | Full Contact        | Full Contact      | Full Contact                |
| -------------- | ------------------- | ----------------- | --------------------------- |
| Moins de 52 kg | Emine Arslan        | Nicole Perona     | Aleksandra Dimitrova        |
| Moins de 52 kg | Emine Arslan        | Nicole Perona     | Charlotte Berg Andersen     |
| Moins de 60 kg | Amy Wall            | Mariell Straume   | Cintia Czégény              |
| Moins de 60 kg | Amy Wall            | Mariell Straume   | Kinga Szlachcic             |
| Moins de 70 kg | Aleksandra Krstić   | Aline Sodjinou    | Karolina Juja               |
| Moins de 70 kg | Aleksandra Krstić   | Aline Sodjinou    | Antonija Zec                |
| Point Fighting |                     |                   |                             |
| Moins de 50 kg | Federica Trovalusci | Tyra Barada       | Szonja Török                |
| Moins de 50 kg | Federica Trovalusci | Tyra Barada       | Maeline Nadine Lachaud      |
| Moins de 60 kg | Francesca Ceci      | Andrea Busa       | Funda Güleç                 |
| Moins de 60 kg | Francesca Ceci      | Andrea Busa       | Kiara Mager                 |
| Moins de 70 kg | Domenica Angelino   | Tina Baloh        | Jodie Browne                |
| Moins de 70 kg | Domenica Angelino   | Tina Baloh        | Anna Kondár                 |
| Light contact  |                     |                   |                             |
| Moins de 50 kg | Tyra Barada         | Kristina Nikolova | Zarmakoupi Paraskevi-Semeli |
| Moins de 50 kg | Tyra Barada         | Kristina Nikolova | Michelle Mesmer             |
| Moins de 60 kg | Luna Mendy          | Urska Gazvoda     | Nicole Bannon               |
| Moins de 60 kg | Luna Mendy          | Urska Gazvoda     | Mira Sjövall                |

## Tableau des médailles
- Pays organisateur (Pologne)

| Rang  | Nation      | Or | Argent | Bronze | Total |
| ----- | ----------- | -- | ------ | ------ | ----- |
| 1     | Italie      | 6  | 2      | 2      | 10    |
| 2     | Allemagne   | 2  | 2      | 3      | 7     |
| 3     | Slovénie    | 1  | 3      | 0      | 4     |
| 4     | Hongrie     | 1  | 2      | 5      | 8     |
| 5     | Irlande     | 1  | 2      | 2      | 5     |
| 6     | Pologne     | 1  | 0      | 4      | 5     |
| 7     | Turquie     | 1  | 0      | 3      | 4     |
| 8     | Géorgie     | 1  | 0      | 1      | 2     |
| 8     | Serbie      | 1  | 0      | 1      | 2     |
| 10    | Azerbaïdjan | 1  | 0      | 0      | 1     |
| 11    | Bulgarie    | 0  | 1      | 2      | 3     |
| 11    | Norvège     | 0  | 1      | 2      | 3     |
| 13    | Espagne     | 0  | 1      | 1      | 2     |
| 13    | Grèce       | 0  | 1      | 1      | 2     |
| 13    | Ukraine     | 0  | 1      | 1      | 2     |
| 16    | Suisse      | 0  | 0      | 2      | 2     |
| 17    | Croatie     | 0  | 0      | 1      | 1     |
| 17    | Finlande    | 0  | 0      | 1      | 1     |
| Total | Total       | 16 | 16     | 16     | 48    |